# فوران سمرو ۲۰۲۱
فوران سمرو ۲۰۲۱ (اندونزیایی: Letusan Gunung Semeru 2021) مربوط به فوران آتش فشان سمرو در جاوه اندونزی است که از ۴ دسامبر ۲۰۲۱ آغاز شده است. دست کم ۱۴ تن کشته و ۱۰۲ نفر مجروح شده اند.